# Icasterias panopla
Icasterias panopla is een zeester uit de familie Asteriidae.
De wetenschappelijke naam van de soort werd in 1878 gepubliceerd door Stuxberg.